# Muraka
Muraka – wieś w Estonii, w prowincji Parnawa, w gminie Tori.